# Hairuddin Omar
Hairuddin Omar (ur. 29 września 1979 w Setiu) – piłkarz malezyjski grający na pozycji pomocnika.

## Kariera klubowa
Karierę piłkarską Omar rozpoczął w klubie Terengganu FA. W 1999 roku zadebiutował w jego barwach w pierwszej lidze malezyjskiej. Grał w nim w latach 1999-2002. W 2000 roku osiągnął z nim swój pierwszy sukces, gdy zdobył Puchar Malezyjskiej Federacji Piłkarskiej. W 2001 roku wywalczył wicemistrzostwo kraju, a także sięgnął po Puchar Malezji i Tarczę Dobroczynności.
W 2003 roku Omar przeszedł do Pahang FA. W 2004 roku wywalczył z nim pierwsze w historii mistrzostwo Malezji. Z kolei w 2006 roku zdobył swój drugi w karierze Puchar Federacji. W Pahang grał do 2008 roku, a w 2009 roku odszedł do PBDKT T-Team FC z miasta Kuala Terengganu. Z kolei w 2010 roku podpisał kontrakt z Kelantanem FA. Grał też w Negeri Sembilan FA i ATM FA Selayang.

## Kariera reprezentacyjna
W reprezentacji Malezji Omar zadebiutował w 2000 roku. W 2007 roku został powołany do kadry na Puchar Azji 2007. Tam rozegrał 2 spotkania: z Chinami (1:5) i z Uzbekistanem (0:5).